# Праліси і квазіпраліси Лопухівського лісництва
Праліси́ і квазіпраліси́ Лопухі́вського лісни́цтва — пралісова пам'ятка природи місцевого значення в Україні. Розташована на території Тячівського району Закарпатської області, на південний схід від села Лопухів. 
Площа — 100 га. Статус присвоєно згідно з рішенням Закарпатської обласної ради від 01.10.2020 року № 1848. Перебуває у віданні ДП «Брустурянське лісомисливське господарство» (Лопухівське лісництво, кв. 25, вид. 1, 2, 3; кв. 31, вид. 16; кв. 32, вид. 59; кв. 33, вид. 2, 3, 4, 8). 
Статус присвоєно для збереження у природному стані трьох ділянок пралісу та квазіпралісу. Пам'ятка природи розташована на крутосхилах західної частини гірського масиву Свидовець, у верхів'ях річки Яблуниця (притока Брустурянки).